# 미호강변로
미호강변로는 청주시 흥덕구 오송읍 오송1교차로 ~ 옥산면 신촌2 교차로를 잇는 지방도 제508호선 도로이다. 2019년 11월 21일 오송 ~ 청주공항간 도로 신설 사업으로 개통했다.
도로명이 없던 시절 2023년 7월 15일 미호강의 범람으로 궁평2지하차도 침수 사고가 발생해, 여러 사람들이 숨졌고, 일부구간이 단절 되었다.
사건 후 2023년 12월 29일 미호강변로 도로명이 생겼고 2024년 9월 12일 절반만 재개통 되었다. 2024년 10월 31일 오후 10시 완전개통 되었다.

## 주요 구조물

### 궁평2지하차도
궁평2지하차도는 청주시 오송읍 궁평리에서 신촌리를 잇는 지하차도로, 오송역과 청주공항을 잇는 지방도 제508호선의 왕복 4차선 지하차도이다. 지하차도 위는 충북선 철로와 국도 제36호선 미호천교가 지나며, 총 길이는 685 m, 지하 구간은 410 m로 2019년 준공되었다. 사고 당시 범람한 미호강과는 약 200-300 m, 미호천교와는 400 m 정도 떨어져 있다.
지하차도 내부에는 2019년 행정중심복합도시건설청이 만든, 3톤의 빗물을 처리할 수 있는 배수펌프가 4개 있으며 시간당 최대 83㎜의 물을 처리할 수 있도록 설계되었다.
2020년 7월 3명이 숨진 부산 초량1지하차도 침수 사고 이후 전국 지자체에 자체적으로 지하차도별 위험 등급분류(1∼3등급)에서 궁평2지하차도는 충청북도측이 2019년에 신축돼 침수 위험이 크지 않다고 판단해 '침수 위험 보통'에 해당하는 '3등급'으로 분류했다. 다만 이 지하차도에서는 2023년 6월 7억 원의 예산을 배정 받아 올해 내로 침수 우려 지하차도에 대한 자동 차단시설을 설치할 계획이었으나 사고 직전까지 설치가 되진 않았다.